# Mirabeau (Vaucluse)
Mirabeau é uma comuna francesa na região administrativa da Provença-Alpes-Costa Azul, no departamento de Vaucluse. Estende-se por uma área de 31,66 km². Em 2010 a comuna tinha 1 363 habitantes (densidade: 43,1 hab./km²).